# Thiago Agustín Tirante
Thiago Agustín Tirante (La Plata, 10 de abril de 2001) es un tenista argentino.

## Trayectoria

### 2019: Inicios y Grand Slam Júnior
El 21 de octubre de 2019, luego de debutar con triunfo en la primera ronda del Challenger de Buenos Aires, alcanzó el puesto 689 en el ranking ATP de sencillos. Ganó el Abierto de Francia 2019 en dobles masculino junior junto a su colega brasileño Matheus Pucinelli de Almeida.Además, finalizó la temporada 2019 en el puesto número 1 del ranking junior, luego de obtener el Orange Bowl sub-18.

### 2020: Primer título profesional
El 25 de octubre de 2020, Tirante ganó su primer título profesional al obtener el torneo ITF M15 de Monastir.
En noviembre de 2020 alcanzó en Lima su primera final del circuito Challenger y se convirtió en el cuarto jugador nacido en 2001 en lograrlo (Sinner, Tseng, Nakashima). 

### 2021: Primeros títulos Challenger
Debutó en el cuadro principal de un abierto de nivel ATP en el Argentina Open 2021, donde perdió en primera ronda frente a Dominik Koepfer por 2-6, 6-4 y 6-3. 
En el Challenger de Trieste 2021 viniendo desde la clasificación, alcanzó por segunda vez una final en un torneo de ese nivel, donde perdió frente a su compatriota Tomás Etcheverry.
En septiembre de 2021 en Ecuador obtuvo sus primeros títulos de nivel Challenger, en dobles en Quito y en individuales en Ambato.

### 2023: Challenger individuales y dobles
Accede por primera vez al cuadro principal de un Grand Slam en Roland Garros 2023 luego de superar la clasificación. En primera ronda venció al preclasificado número 25 Botic van de Zandschulp por 6-2, 4-6, 6-3 y 6-4. 
En abril y octubre ganó el Challenger de Morelos y el Challenger de Bogotá venciendo a James Duckworth y Gustavo Heide respectivamente. También se coronó campeón del Challenger de Bogotá junto a su compatriota Renzo Olivo.

### 2024: Campeón en México
El 28 de enero de 2024 fue finalista en el primer torneo que disputó en el año, el Challenger de Punta del Este, dónde cayó ante el italiano Gianluca Mager. En abril se coronó campeón del Challenger de Ciudad de México (torneo al que había llegado a la final el año anterior) venciendo al canadiense Alexis Galarneau por 6-1 y 6-3.

## Títulos ATP Challenger (8; 5+3)

### Individuales (5)
| N.° | Fecha                    | Torneo                         | Superficie    | Oponente en la final | Resultado |
| --- | ------------------------ | ------------------------------ | ------------- | -------------------- | --------- |
| 1.  | 26 de septiembre de 2021 | Challenger de Ambato           | Tierra batida | Juan Pablo Varillas  | 7-5, 7-5  |
| 2.  | 23 de abril de 2023      | Challenger de Morelos          | Dura          | James Duckworth      | 7-5, 6-0  |
| 3.  | 1 de octubre de 2023     | Challenger de Bogotá           | Tierra batida | Gustavo Heide        | w/o       |
| 4.  | 7 de abril de 2024       | Challenger de Ciudad de México | Tierra batida | Alexis Galarneau     | 6-1, 6-3  |
| 5.  | 9 de marzo de 2025       | Challenger de Córdoba          | Tierra batida | Juan Pablo Ficovich  | 6-4, 6-0  |

#### Finalista (6)
| N.º | Fecha                   | Torneo                         | Superficie    | Oponente en la final    | Resultado        |
| --- | ----------------------- | ------------------------------ | ------------- | ----------------------- | ---------------- |
| 1.  | 29 de noviembre de 2020 | Challenger de Lima             | Tierra batida | Daniel Elahi Galán      | 1-6, 6-3, 3-6    |
| 2.  | 1 de agosto de 2021     | Challenger de Trieste          | Tierra batida | Tomás Martín Etcheverry | 1-6, 1-6         |
| 3.  | 1 de abril de 2023      | Challenger de Ciudad de México | Tierra batida | Dominik Koepfer         | 6-2, 4-6, 2-6    |
| 4.  | 28 de enero de 2024     | Challenger de Punta del Este   | Tierra batida | Gianluca Mager          | 7-6(5), 2-6, 0-6 |
| 5.  | 24 de noviembre de 2024 | Challenger de São Paulo        | Dura          | Francisco Comesaña      | 5-7, 6-4, 4-6    |
| 6.  | 13 de julio de 2025     | Challenger de Trieste          | Tierra batida | Matej Dodig             | 3-6, 4-6         |

### Dobles (3)
| N.º | Fecha                    | Torneo               | Superficie    | Pareja                     | Oponentes en la final                           | Resultado           |
| --- | ------------------------ | -------------------- | ------------- | -------------------------- | ----------------------------------------------- | ------------------- |
| 1.  | 19 de septiembre de 2021 | Challenger de Quito  | Tierra batida | Alejandro Gómez            | Adrian Menéndez-Maceiras Mario Vilella Martínez | 5-7, 7-6(5), [10-8] |
| 2.  | 17 de octubre de 2022    | Challenger de Ambato | Tierra batida | Santiago Rodríguez Taverna | Benjamin Lock Courtney John Lock                | 7-6(11), 6-3        |
| 3.  | 30 de septiembre de 2023 | Challenger de Bogotá | Tierra batida | Renzo Olivo                | Guillermo Durán Orlando Luz                     | 7-6(6), 6-4         |

#### Finalista (4)
| N.º | Fecha                    | Torneo                       | Superficie    | Pareja                | Oponentes en la final                     | Resultado        |
| --- | ------------------------ | ---------------------------- | ------------- | --------------------- | ----------------------------------------- | ---------------- |
| 1.  | 1 de febrero de 2020     | Challenger de Punta del Este | Tierra batida | Juan Manuel Cerúndolo | Orlando Luz Rafael Matos                  | 4-6, 2-6         |
| 2.  | 1 de mayo de 2021        | Challenger de Salinas 2      | Dura          | Antonio March         | Nicolás Barrientos Sergio Galdós          | w/o              |
| 3.  | 25 de septiembre de 2021 | Challenger de Ambato         | Tierra batida | Alejandro Gómez       | Diego Hidalgo Cristian Rodríguez          | 3-6, 6-4, [3-10] |
| 4.  | 2 de julio de 2022       | Challenger de Troyes         | Tierra batida | Juan Bautista Torres  | Oriol Roca Batalla Íñigo Cervantes Huegun | 1-6, 2-6         |

## Títulos de Grand Slam Júnior

### Dobles: 1 (1 título)
| Resultado | Año  | Torneo        | Superficie | Compañero                    | Oponentes                               | Puntuación     |
| --------- | ---- | ------------- | ---------- | ---------------------------- | --------------------------------------- | -------------- |
| Ganador   | 2019 | Roland Garros | Arcilla    | Matheus Pucinelli de Almeida | Flavio Cobolli Dominic Stephan Stricker | 7–6 (7–3), 6–4 |